# دهستان تبادکان
تبادکان، دهستانی از توابع بخش مرکزی شهرستان مشهد در استان خراسان رضوی ایران است.

## جمعیت
بر اساس سرشماری سال ۱۳۸۵جمعیت آن  ۷۱۱۷۰ نفر (۱۷۶۹۶ خانوار) بوده است. 